# Amt Steinhorst
Das Amt Steinhorst war eines von vier Ämtern im Herzogtum Sachsen-Lauenburg.

## Umfang

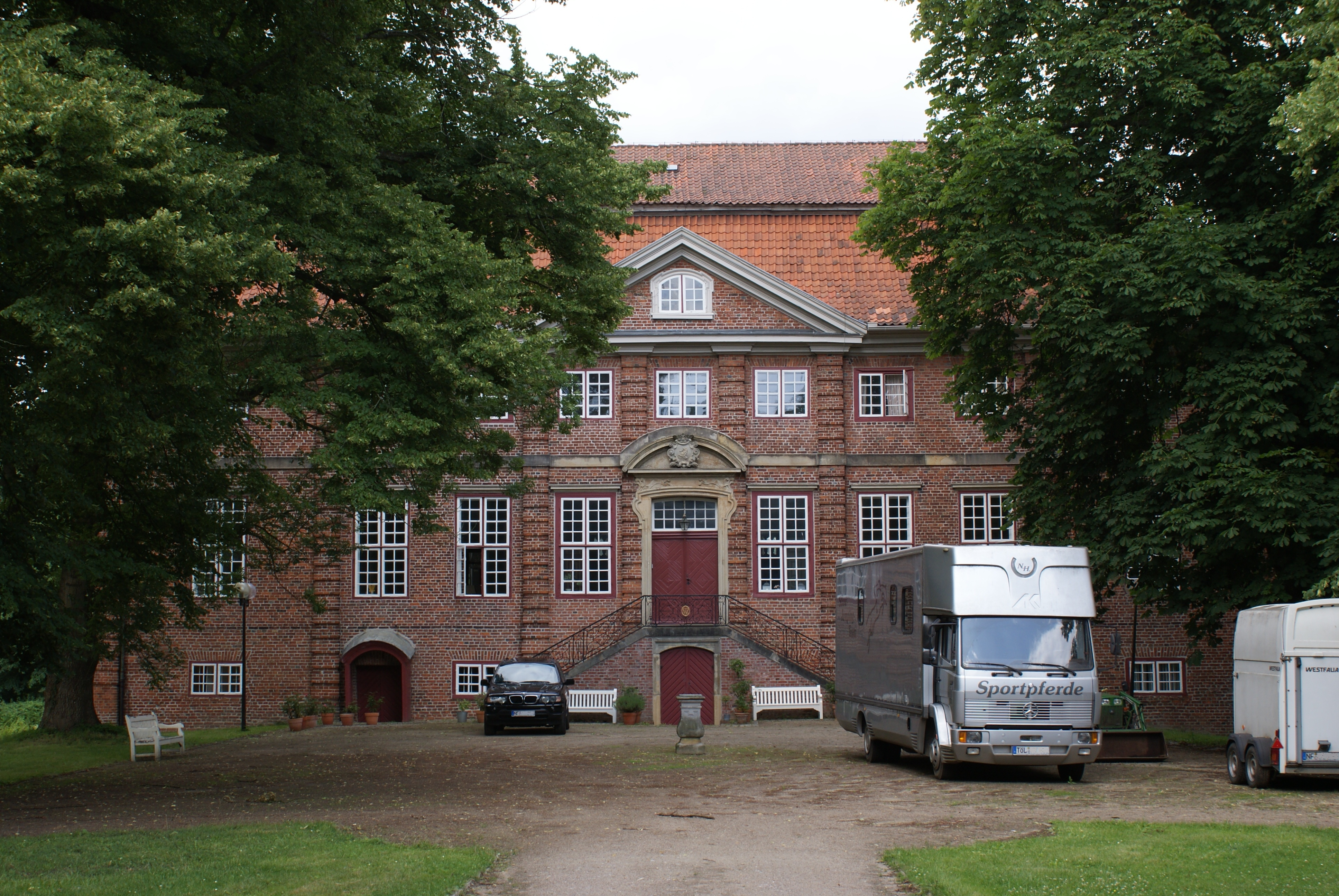
Herrenhaus Steinhorst, Amtshaus, später Amtsgericht

Das Amt Steinhorst war das zweitkleinste Amt im Herzogtum. Es umfasste 15 Dörfer und 2 Vorwerke. Es zählte im Jahr 1866 etwa 6000 Einwohner (1845 waren es 5810, 1855 dann 6170). Das Amthaus und die Amtsvogtei befand sich im namensgebenden Ort Steinhorst. Zu den Amtsorten zählten: Groß Boden, Duvensee, Franzdorf, Labenz, Linau, Mühlenbrook, Sandesneben, Siebenbäumen, Schiphorst, Schönberg und Steinhorst.
Georg II. erwarb das vormals im Besitz der Familie von Wedderkop befindlich Amt, welches von 1739 bis 1814 somit ein hannoversches Amt war.

## Auflösung
Nach der Übernahme durch Preußen wurde das Herzogtum Lauenburg zum Kreis Herzogtum Lauenburg. Die Ämter bestanden zunächst noch weiter, wurden aber 1882, als im Kreis Herzogtum Lauenburg die Kreisordnung für die sechs östlichen Provinzen Preußens von 1872 eingeführt wurde, aufgehoben.

## Amtmänner
- Georg Heinrich Schwarzkopf, ab 1771 Amtmann
- – 1833 August Philipp Schubert
- Jeppe Prehn (1835)[2]
- Christian Jürgen Adolph Meyn (1868)[3]